# Das MoMA in Berlin
Das MoMA in Berlin war eine Blockbuster-Ausstellung, die vom 20. Februar bis 19. September 2004 in der Neuen Nationalgalerie in Berlin stattfand. Gezeigt wurden 212 Werke aus dem New Yorker Museum of Modern Art (kurz: MoMA), das währenddessen umgebaut wurde. Unter ihnen befanden sich hochkarätige Gemälde und Skulpturen von Künstlern wie Max Beckmann, Constantin Brâncuși, Paul Cézanne, Marcel Duchamp, Roy Lichtenstein, Henri Matisse, Pablo Picasso und Jackson Pollock. Unter anderem mit ihnen war die Moderne Kunst beginnend mit dem Impressionismus bis hin in die Gegenwart in der Ausstellung repräsentiert. Insgesamt verzeichnete Das MoMa in Berlin rund 1,2 Millionen Besucher, womit sie eine der erfolgreichsten Ausstellungen in Deutschland war. Das große Interesse war auch auf die Marketingstrategie der Veranstalter zurückzuführen und führte zu langen Warteschlangen, die selbst in den Fokus der Berichterstattung gelangten, und ausgeweiteten Öffnungszeiten.

## Vorbereitung und Durchführung
Die Ausstellung Das MoMa in Berlin wurde von John Elderfield, der im Museum of Modern Art arbeitete und die gezeigten Kunstwerke auswählte, konzipiert. Zudem verfassten Mitarbeiter des New Yorker Museums auch die Beiträge im Ausstellungskatalog. Bevor die Ausstellung in Berlin präsentiert wurde, machte sie in Houston Station, wo sie im Museum of Fine Arts, Houston vom 21. September 2003 bis zum 4. Januar 2004 unter dem Titel The Heroic Century: The Museum of Modern Art Masterpieces, 200 Paintings and Sculptures zu sehen war.

### Versicherung
Wegen des unermesslichen Werts der Exponate konnten sie durch die Neue Nationalgalerie bzw. deren Träger, die Stiftung Preußischer Kulturbesitz, nicht versichert werden. Die Bundesrepublik Deutschland hat deshalb die Haftung übernommen.
Um das Risiko eines Verlustes der Kunstwerke während der Überführung möglichst gering zu halten, wurden die Kunstwerke auf mehrere Transporte per Flugzeug verteilt.

### Marketing
Die Ausstellung wird auch als Beispiel für neue Herangehensweisen im Kulturmarketing bezeichnet: Eine Markenkampagne, wie sie bis dato vor allem im Konsumgüterbereich gängig war, sorgte für starke öffentliche Aufmerksamkeit. Auch die langen Schlangen von anstehenden Besuchern wurden schnell zu einem zentralen Thema der Berichterstattung. Im Zeitraum der Ausstellung berichteten über 2.400 nationale und 500 internationale Pressebeiträge über Ausstellung und Kampagne. In den Medien spricht man seither über den so genannten "MoMA-Effekt". Die Agentur MetaDesign entwarf das Corporate Design der Ausstellung und entwickelte die Kampagne gemeinsam mit dem Verein der Freunde der Nationalgalerie.

## Publikumsinteresse

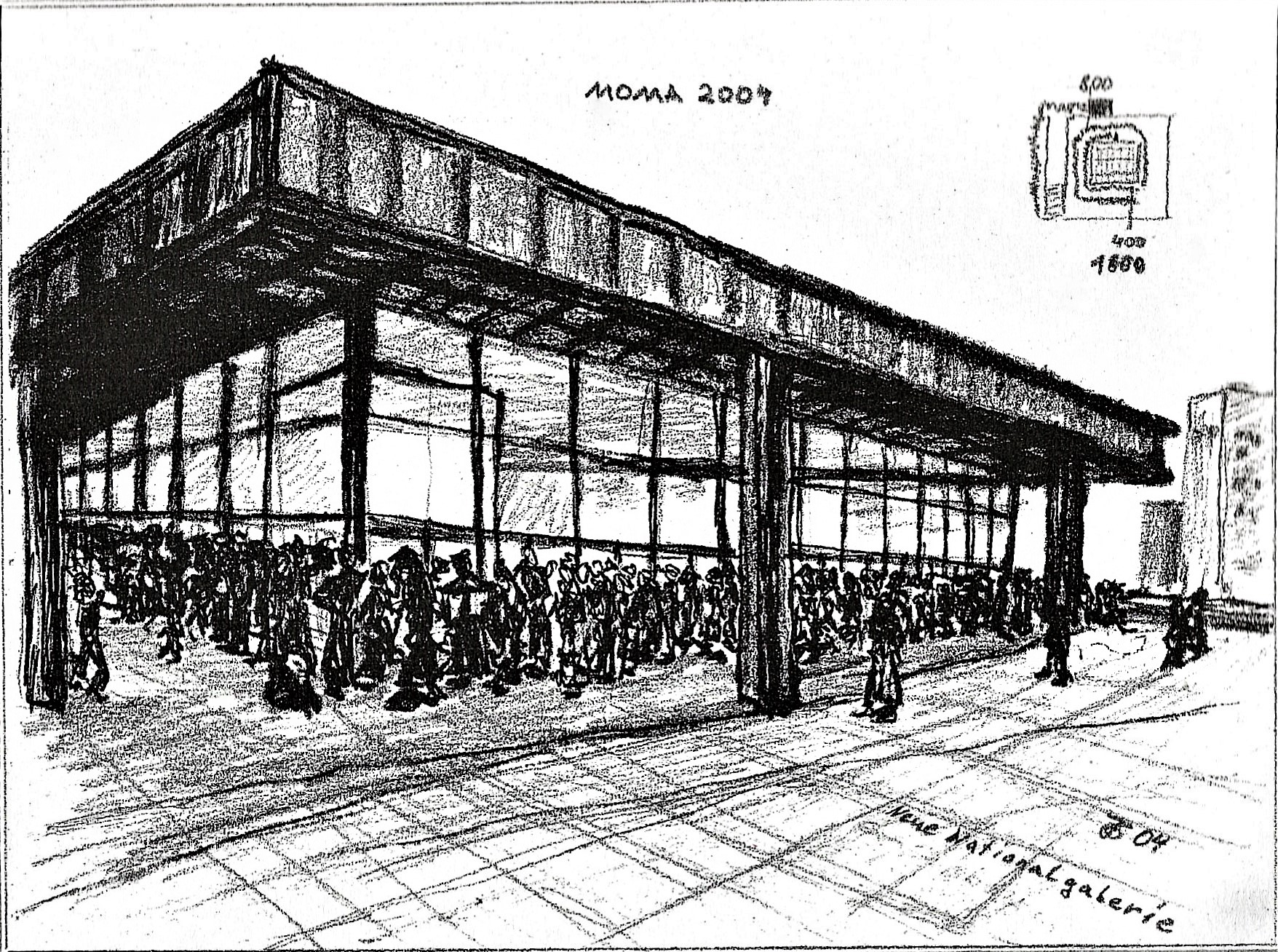
Tausende Menschen in der spiralförmigen Besucherschlange, Warteskizze von Jürgen Gerner

Die Ausstellung Das MoMa in Berlin zog insgesamt rund 1,2 Millionen Besucher an, was durchschnittlich 6500 Besucher pro Tag bedeutete. Die meisten Besucher an einem Tag verzeichnete der 28. August 2004 mit 11.800. Am 4. Juni 2004 wurde die Zahl von 500.000 Besuchern überschritten, am 7. Juli wurde die im Vorfeld erwartete Zahl von 700.000 erreicht. Im Verlauf des Ausstellungszeitraums setzten die Veranstalter 177.000 VIP-Tickets ab, zudem gab es 8500 Gruppentermine. Von den Besuchern stammten 30 Prozent aus Berlin selbst, während 70 Prozent auswärtige Gäste waren. Die drei Länder und Regionen, aus denen die meisten ausländischen Besucher stammten, waren Italien, Frankreich und Skandinavien. Berlin profitierte erheblich von der Ausstellung, da 40 Prozent der auswärtigen Besucher im Sommer und sogar 70 Prozent im September angaben, nur ihretwegen nach Berlin gereist zu sein.
Das große Publikumsinteresse führte zu langen Wartezeiten und verlängerten Öffnungszeiten. Die Schlange mit Besuchern, die auf Einlass warteten, wurde zu einer Art Happening, das auch von den Medien rezipiert wurde und auf neue Besucher anziehend wirkte.
Die kürzeste Wartezeit mussten Besucher am Ostersonntag in Kauf nehmen, als 9000 Menschen durchschnittlich 45 Minuten auf den Einlass in die Neue Nationalgalerie warteten. Die längste gab es am 28. August 2004, als die Besucher teils zwölf Stunden warten mussten. Die durchschnittliche Verweildauer in der Ausstellung betrug dann zwei bis drei Stunden.

## Berichterstattung
Das MoMa in Berlin wurde durch ein großes Medienecho begleitet. Insgesamt beschäftigten sich über 3600 Zeitungsartikel mit der Ausstellung. 2400 stammten aus der nationalen, 700 aus der Berliner und 500 aus der internationalen Presse.

## Liste der ausgestellten Künstler und Exponate
(in alphabetischer Reihenfolge, mit Landesangabe und Lebensjahren; Exponate in chronologischer Reihenfolge)
Carl Andre (USA; 1935–2024)
- 144 Lead Square (1969) (auch: 144 Bleiplatten)

Hans (Jean) Arp (Frankreich; 1886–1966)
- Enaks Zähre (Irdische Formen) (1917) (auch: Enak´s Tears (Terrestrial Forms); Larme d’Enak (Formes terrestres))

Richard Artschwager (USA; 1923–2013)
- Ohne Titel (1994)

Giacomo Balla (Italien; 1871–1958)
- Progressive Linien + dynamische Sequenzen (1913) (auch: Swifts: Paths of Movement + Dynamic Sequences; Volo rondini grondaia cielo)

Balthus (= Baltusz Klossowski de Rola) (Frankreich; 1908–2001)
- Die Straße (1933) (auch: The Street; 'La rue)

Max Beckmann (Deutschland; 1884–1950)
- Selbstbildnis auf gelbem Grund mit Zigarette (1923) (auch: Self-Portrait with a Cigarette)
- Abfahrt (1932/1933) (auch: Departure)

Umberto Boccioni (Italien; 1882–1916)
- Einzigartige Formen der Kontinuität im Raum (1913) (auch: Unique Forms of Continuity in Space; Forme uniche della continuità nello spazio)
- Dynamik eines Fußballspielers (1913) (auch: Dynamism of a Soccer Player; Dinamismo di un footballer)

Pierre Bonnard (Frankreich; 1867–1947)
- Akt im Bad (1932) (auch: Nude in Bathroom; Le Cabinet de Toilette)

Louise Bourgeois (USA; 1911–2010)
- Schlafende Figur II (1959) (auch: Sleeping Figure, II)

Constantin Brâncuși (Rumänien/Frankreich; 1876–1957)
- Mademoiselle Pogany. Version I (1913; nach einer Marmorskulptur von 1912) (auch: Mlle. Pogany. Version I)
- Vogel im Raum (1928) (auch: Bird in Space)
- Die unendliche Säule I (1918) (auch: Endless Column. Version I; La Colonne sans fin)

Georges Braque (Frankreich; 1882–1963)
- Landschaft bei La Ciotat (1907) (auch: Landscape at La Ciotat; La Ciotat)
- Straße bei L’Estaque (1908) (auch: Road near L’Estaque; La Route de L’Estaque)
- Mann mit Gitarre (1911; begonnen im Sommer 1911, vollendet Anfang 1912) (auch: Man with Guitar; Homme avec guitare)
- Stilleben mit Tenora (1913) (auch: Still Life with Tenora; Nature morte avec Tenora)

Alexander Calder (USA; 1898–1976)
- Gibraltar (1936)
- Konstellation mit rotem Objekt (1943) (auch: Constellation with Red Object)

Carlo Carrà (Italien; 1881–1966)
- Begräbnis des Anarchisten Galli (1911) (auch: Funeral of the Anarchist Galli; I funerali dell’anarchico Galli)

Paul Cézanne (Frankreich; 1839–1906)
- Der Badende (um 1885) (auch: The Bather; Le Grand Baigneur)
- Kiefern und Felsen (Fontainebleau?) (1896–1899) (auch: Pines and Rocks (Fontainebleau?); Pins et rochers (Fontainebleau?))
- Das schwarze Schloss (1904–1906) (auch: Le Château Noir)

Marc Chagall (Frankreich; 1887–1985)
- Ich und das Dorf (1911) (auch: I and the Village; Moi et le village)
- Über Witebsk (1915–1920) (auch: Over Vitebsk; Au dessus de Vitebsk)

Joseph Cornell (USA; 1903–1972)
- Central Park Karussell, in memoriam (1950) (auch: Central Park Carrousel, in Memoriam)
- Ohne Titel (Dieppe) (um 1958) (auch: Untitled (Dieppe))

Salvador Dalí (Spanien; 1904–1989)
- Die erleuchteten Vergnügen (1929) (auch: Illumined Pleasures; Les plaisirs illuminés)
- Die Beständigkeit der Erinnerung (1931) (auch: The Persistence of Memory; Persistance de la mémoire)

Stuart Davis (USA; 1894–1964)
- Odol (1924)

Giorgio de Chirico (Italien; 1888–1978)
- Das Liebeslied (1914) (auch: The Song of Love, Le chant d’amour)
- Das Rätsel eines Tages (1914) (auch: The Enigma of a Day; L’énigme d’une journée)
- Gare Montparnasse (Melancholie der Abreise) (1914) (auch: Gare Montparnasse (The Melancholy of Departure); La mélancholie du départ)
- Der böse Geist eines Königs (1914/1915) (auch: The Evil Genius of a King; Le mauvais génie d’un roi)

Willem de Kooning (USA; 1904–1997)
- Gemälde (1948) (auch: Painting)
- Frau I (1950–1952) (auch: Woman, I)

Robert Delaunay (Frankreich; 1885–1941)
- Simultankontraste: Sonne und Mond (1913, auf dem Bild auf 1912 datiert) (auch: Simultaneous Contrasts: Sun and Moon; Form circulaires: Soleil et lune, simultané nr.2)

Walter De Maria (USA; 1935–2013)
- Käfig II (1965) (auch: Cage II)

André Derain (Frankreich; 1880–1954)
- Brücke über die Riou (1906) (auch: Bridge Over the Riou; Paysage à l’Estaque)

Jim Dine (USA; * 1935)
- Fünf Fuß farbenfrohes Werkzeug (1962) (auch: Five Feet of Colorful Tools)

Otto Dix (Deutschland; 1891–1969)
- Dr. Mayer-Hermann (1926)

Marcel Duchamp (Frankreich; 1887–1968)
- Der Übergang von der Jungfrau zur Braut (1912) (auch: The Passage from Virgin to Bride; Le passage de la vierge à la mariée)
- Fahrrad-Rad (1951, dritte Replik nach dem 1913 verlorenen Original) (auch: Bicycle Wheel; Roue de Bicyclette)
- Fadensystem (1914) (auch: Network of Stoppages; Réseaux des stoppages)

James Ensor (Belgien; 1860–1949)
- Masken, dem Tod gegenüberstehend (1888) (auch: Masks Confronting Death; Masques devant la mort)

Max Ernst (Deutschland/USA/Frankreich; 1891–1976)
- Zwei Kinder werden von einer Nachtigall bedroht (1924) (auch: Two Children Are Threatened by a Nightingale; Deux enfants sont menacés par un rossignol)

Dan Flavin (USA; 1933–1996)
- Ohne Titel (Zu dem „Erneuerer“ von Wheeling-Peachblow) (1968) (auch: Untitled (To the "innovator" of Wheeling Peachblow))

Helen Frankenthaler (USA; 1928–2011)
- Jakobsleiter (1957) (auch: Jacob’s Ladder)

Paul Gauguin (Frankreich; 1848–1903)
- Der Samen der Areoi (1892) (auch: The Seed of the Areoi; Te aa no areois)

Alberto Giacometti (Schweiz; 1901–1966)
- Frau mit durchschnittener Kehle (1932) (auch: Woman with Her Throat Cut; Femme égorgée)
- Hände, die Leere haltend (Unsichtbarer Gegenstand) (1934) (auch: Hands Holding the Void (Invisible Object); Mains tenant le vide (L’Object invisible))

Adolph Gottlieb (USA; 1903–1974)
- Explosion I (1957) (auch: Blast, I)

Arshile Gorky (= Vosdanig Manoog Adoian) (USA; 1904–1948)
- Agonie (1947) (auch: Agony)

Juan Gris (Spanien; 1887–1927)
- Gitarre und Blumen (1912) (auch: Guitar and Flowers; Nature morte aux fleurs)

George Grosz (Deutschland/USA; 1893–1959)
- Bildnis Max Herrmann-Neisse (1927) (auch: The Poet Max Herrmann-Neisse)

Philip Guston (USA; 1913–1980)
- Stadtgrenzen (1969) (auch: City Limits)
- Kopf (1977) (auch: Head)
- Kiste und Schatten (1978) (auch: Box and Shadow)
- Grab (1978) (auch: Tomb)
- Mond (1979) (auch: Moon)

Eva Hesse (Deutschland; 1936–1970)
- Band II (1969) (auch: Vinculum, II)

Hans Hofmann (Deutschland/USA; 1880–1966)
- Memoria in Aeternum (1962)

Edward Hopper (USA; 1882–1967)
- Das Haus am Bahndamm (1925) (auch: House by the Railroad)
- Benzin (1940) (auch: Gas)
- Kino in New York (1939) (auch: New York Movie)

Jasper Johns (USA; * 1930)
- Grüne Zielscheibe (1955) (auch: Green Target)
- Weiße Ziffern (1957) (auch: White Numbers)
- Landkarte (1961) (auch: Map)

Donald Judd (USA; 1928–1994)
- Ohne Titel (1968) (auch: Untitled)

Wassily Kandinsky (Russland/Deutschland/Frankreich; 1866–1944)
- Wandbild für Edwin R. Campbell Nr. 1 (1914) (auch: Panel for Edwin R. Campbell No. 1)
- Wandbild für Edwin R. Campbell Nr. 2 (1914) (auch: Panel for Edwin R. Campbell No. 2)
- Wandbild für Edwin R. Campbell Nr. 3 (1914) (auch: Panel for Edwin R. Campbell No. 3)
- Wandbild für Edwin R. Campbell Nr. 4 (1914) (auch: Panel for Edwin R. Campbell No. 4)

Ellsworth Kelly (USA; * 1923)
- EK 46 – Farben für eine große Wand (1951) (auch: EK 46 – Colors for a Large Wall)

Paul Klee (Schweiz; 1879–1940)
- Schauspieler-Maske (1924) (auch: Actor’s Mask)
- Um den Fisch (1926) (auch: Around the Fish)
- Katze und Vogel (1928) (auch: Cat and Bird)
- Schlossgarten (1931) (auch: Castle Garden)

Franz Kline (USA; 1910–1962)
- Häuptling (1950) (auch: Chief)

Gustav Klimt (Österreich; 1862–1918)
- Die Hoffnung (1907/1908) (auch: Hope, II)

Gaston Lachaise (USA; 1882–1935)
- Schwebende Figur (1927) (auch: Floating Figure)

Fernand Léger (Frankreich; 1881–1955)
- Die Propeller (1918) (auch: Propellers; Les Hélices)
- Drei Frauen (Le Grand déjeuner) (1921) (auch: Three Women (Le Grand déjeuner); Trois femmes (Le Grand déjeuner))

Sol LeWitt (USA; 1928–2007)
- Serienprojekt I (ABCD) (1966) (auch: Serial Project, I (ABCD))

Roy Lichtenstein (USA; 1923–1997)
- Mädchen mit Ball (1961) (auch: Girl with Ball)
- Ertrinkendes Mädchen (1963) (auch: Drowning Girl)

Jacques Lipchitz (Frankreich; 1891–1973)
- Mann mit Gitarre (1915) (auch: Man with Guitar; Homme à la guitare)

René Magritte (Belgien; 1898–1967)
- Der bedrohte Mörder (1926) (auch: The Menaced Assassin; L’Assassin menacé)
- Der falsche Spiegel (1928) (auch: The False Mirror; Le Faux Miroir)

Aristide Maillol (Frankreich; 1861–1944)
- Das Mittelmeer (1902–1905) (auch: The Mediterranean; La Méditerranée)

Kasimir Malewitsch (Russland; 1879–1935)
- Suprematistische Komposition: Fliegendes Flugzeug (1915, datiert auf 1914) (auch: Suprematist Composition: Airplane Flying)
- Suprematistische Komposition: Weiß auf Weiß (1918) (auch: Suprematist Composition: White on White)
- Frau mit Wassereimern: Dynamische Anordnung (1912/1913, datiert auf 1912) (auch: Woman with Water Pails: Dynamic Arrangement)

Agnes Martin (USA; 1912–2004)
- Roter Vogel (1964) (auch: Red Bird)

André Masson (Frankreich; 1896–1987)
- Kampf der Fische (1926) (auch: Battle of Fishes; Combat des poissons)

Henri Matisse (Frankreich; 1869–1954)
- Landschaft bei Collioure (1905) (auch: Landscape at Collioure; Paysage à Collioure)
- Japanerin am Ufer (1905) (auch: Woman Beside the Water; La Japonaise au bord de l’eau)
- Der Tanz I (1909) (auch: Dance (First Version); La danse (I) (La danse esquisse de panneau décoratif))
- Stillleben mit Auberginen (1911) (auch: Still Life with Aubergines; Nature morte aux aubergines)
- Marokkanischer Garten (1912) (auch: Moroccan Garden; Les pervenches/Jardin marocain)
- Blick auf Notre-Dame (1914) (auch: View of Notre-Dame; Une vue de Notre-Dame)
- Goldfische und Palette (1914) (auch: Goldfish and Palette; Poissons rouges et palette)
- Die Marokkaner (1915/1916) (auch: The Moroccans; Les Marocains)
- Odaliske mit Tambourin (1926) (auch: Odalisque with a Tambourine; Odalisque au tambourin)
- Frau mit einem Schleier (1927) (auch: Woman with a Veil; La Femme à la voilette)
- Jeannette I (Jeanne Vaderin, 1. Stadium) (1910)
- Jeannette II (Jeanne Vaderin, 2. Stadium) (1910)
- Jeannette III (Jeanne Vaderin, 3. Stadium) (1911)
- Jeannette IV (Jeanne Vaderin, 4. Stadium) (1913)
- Jeannette V (Jeanne Vaderin, 5. Stadium) (1916)

Matta (Roberto Sebastian Antonio Matta Echaurren) (Chile/Frankreich; 1911–2002)
- Der Taumel des Eros/Schwindliger Eros (1944) (auch: The Vertigo of Eros; Le Vertige d’Eros)

Joan Miró (Spanien; 1893–1983)
- Der Jäger (Katalanische Landschaft) (1923/1924) (auch: The Hunter (Catalan Landscape); Paysage Catalan)
- Figur, einen Stein auf einen Vogel werfend (1926) (auch: Person Throwing a Stone at a Bird; Personnage lançant une pierre à un oiseau)
- Schwalbe/Liebe (1933/1934) (auch: Hirondelle/Amour; Painting ("hirondelle amour"))

Amedeo Modigliani (Italien; 1884–1920)
- Kopf (1915 ?) (auch: Head; Tête)
- Liegender Akt (um 1919) (auch: Reclining Nude; Le Grand Nu)

László Moholy-Nagy (Ungarn/Deutschland/USA; 1895–1946)
- Q 1 Suprematistisch (1923) (auch: Q 1 Suprematistic)

Piet Mondrian (Niederlande; 1872–1944)
- Farbflächen im Oval (1913/14) (auch: Composition in Oval with Color Planes)
- Komposition mit Farbflächen V (1917) (auch: Composition No.5 with Color Planes V)
- Gemälde I (1926) (auch: Tableau I - Lozenge with Four Lines and Gray)
- Komposition in Schwarz, Weiß und Rot (1936) (auch: Composition in Black, White, and Red)

Claude Monet (Frankreich; 1840–1926)
- Seerosen (um 1920) (auch: Water Lilies; Nymphéas)

Robert Morris (USA; 1931–2018)
- Ohne Titel (1969) (auch: Untitled)

Robert Motherwell (USA; 1915–1991)
- Elegie auf die Spanische Republik, Nr. 54 (1957–1961) (auch: Elegy to the Spanish Republic, 54)

Edvard Munch (Norwegen; 1863–1944)
- Der Sturm (1893) (auch: The Storm; Storm)

Elie Nadelman (USA; 1882–1946)
- Mann im Freien (um 1915) (auch: Man in the Open Air)

Bruce Nauman (USA; * 1941)
- Weiße Wut, rote Gefahr, gelbe Gefahr, schwarzer Tod (1984) (auch: White Anger, Red Danger, Yellow Peril, Black Death)

Barnett Newman (USA; 1905–1970)
- Onement, III (1949)
- Abraham (1949)
- The Wild (1950)
- Gebrochener Obelisk (1963–1969) (auch: Broken Obelisk)

Kenneth Noland (USA; 1924–2010)
- Turnsole (1961)

Claes Oldenburg (USA; 1929–2022)
- Boden-Torte (Riesentortenstück) (1962) (auch: Floor Cake (Giant Piece of Cake))

Georgia O’Keeffe (USA; 1887–1986)
- Fenster, Lake George (1929) (auch: Lake George Window)

Meret Oppenheim (Schweiz; 1913–1985)
- Objekt (Frühstück im Pelz) (1936) (auch: Object (Le Déjeuner en fourrure))

Alejandro Otero (Venezuela; 1921–1990)
- Farbrhythmus I (1955) (auch: Colorrhythm, I; Coloritmo I)

Francis Picabia (Frankreich; 1879–1953)
- In der Erinnerung sehe ich sie wieder, meine liebe Udnie (1914) (auch: I See Again in Memory My Dear Udnie; Je revois en souvenir ma chère Udnie)

Pablo Picasso (Spanien; 1881–1973)
- Knabe, ein Pferd führend (1905/1906) (auch: Boy Leading a Horse; Le Meneur de cheval)
- Zwei Frauenakte (1906) (auch: Two Nudes; Deux femmes)
- Badende (1908/1909) (auch: Bather; Baigneuse)
- Mädchen mit Mandoline (Fanny Tellier) (1910) (auch: Girl with a Mandolin (Fanny Tellier); Jeune fille à la mandoline (Fanny Tellier))
- Kartenspieler (1913/1914) (auch: Card Player; L’Homme aux cartes)
- Harlekin (1915) (auch: Harlequin; Arlequin)
- Drei Musikanten (1921) (auch: Three Musicians; Trois Musiciens)
- Das Atelier (1927/1928, datiert 1928) (auch: The Studio; L’atelier)
- Mädchen vor einem Spiegel (1932) (auch: Girl Before a Mirror; Jeune fille devant un miroir)
- Landschaft (1908) (auch: Landscape; La Rue des Bois)
- Ma Jolie (1911/1912)
- Gitarre (1913) (auch: Guitar; La guitare)
- Die Ziege (1950) (auch: She-Goat; La Chèvre)

Jackson Pollock (USA; 1912–1956)
- Gotisch (1944) (auch: Gothic)
- Fünf Faden tief (1947) (auch: Full Fathom Five)
- Nummer 1, 1948 (1948) (auch: Number 1, 1948)
- Echo (Nummer 25, 1951) (1951) (auch: Echo (Number 25, 1951))

Ljubow Sergejewna Popowa (Russland; 1889–1924)
- Malerische Architektonik (1917) (auch: Painterly Architectonic)

Iwan Puni (= Jean Pougny) (Russland/Frankreich; 1892–1956)
- Suprematistische Bildskulptur (auch: Suprematist Relief-Sculpture, aus den 1920er Jahren stammende Rekonstruktion des Originals von 1915)

Robert Rauschenberg (USA; 1925–2008)
- Ohne Titel (Bürger von Asheville) (um 1952) (auch: Untitled (Asheville Citizen))
- Erster Landesprung (1961) (auch: First Landing Jump)

Man Ray (= Emmanuel Rudnitsky) (USA; 1890–1976)
- Unzerstörbares Objekt (oder zu zerstörendes Objekt) (1964, Replik des Originals von 1923) (auch: Indestructible Object (or Object to be destroyed))
- Die Seiltänzerin begleitet sich selbst mit ihren Schatten (1916) (auch: The Rope Dancer Accompanies Herself with Her Shadows)

Ad Reinhardt (USA; 1913–1967)
- Nummer 107 (1950) (auch: Number 107)
- Abstraktes Gemälde (1963) (auch: Abstract Paintin)

Gerhard Richter (Deutschland; * 1932)
- 18. Oktober 1977 (1988) (auch: October 18, 1977)
- Jugendbildnis (1988) (auch: Youth Portrait)
- Festnahme 1 (1988) (auch: Arrest 1)
- Festnahme 2 (1988) (auch: Arrest 2)
- Gegenüberstellung 1 (1988) (auch: Confrontation 1)
- Gegenüberstellung 2 (1988) (auch: Confrontation 2)
- Gegenüberstellung 3 (1988) (auch: Confrontation 3)
- Erhängte (1988) (auch: Hanged)
- Zelle (1988) (auch: Cell)
- Plattenspieler (1988) (auch: Record Player)
- Erschossener 1 (1988) (auch: Man Shot Down 1)
- Erschossener 2 (1988) (auch: Man Shot Down 2)
- Tote (1988) (auch: Dead)
- Beerdigung (1988) (auch: Funeral)

Auguste Rodin (Frankreich; 1840–1917)
- Denkmal für Balzac (1898) (auch: Monument to Balzac; Monument à Balzac)
- Johannes der Täufer als Prediger (1878–1880) (auch: St. John the Baptist Preaching; St. Jean le Baptiste prêchant)

Alexandr Rodtschenko (Russland; 1891–1956)
- Nicht-gegenständliche Komposition: Schwarz auf Schwarz (1918) (auch: Non-objective Painting: Black on Black)

Mark Rothko (USA; 1903–1970)
- Nummer 10 (1950) (auch: Number 10)
- Horizontale, Weiß über dunklen Farben (1961) (auch: Horizontals, White over Darks)

Henri Rousseau (Frankreich; 1844–1910)
- Der Traum (1910) (auch: The Dream; Le rêve)

Ed Ruscha (USA; * 1937)
- OOF (1962, überarbeitet 1963)

Robert Ryman (USA; * 1930)
- Zwilling (1966) (auch: Twin)

Richard Serra (USA; 1938–2024)
- Ein-Tonnen-Stütze (Kartenhaus) (1969) (auch: One Ton Prop (House of Cards))

Georges-Pierre Seurat (Frankreich; 1859–1891)
- Einfahrt zum Vorhafen von Port-en-Bessin (1888) (auch: Port-en-Bessin, Entrance to the Harbor; Entrée de l’avant-port, Port-en-Bessin)
- Der Kanal bei Gravelines, abends (1890) (auch: The Channel at Gravelines, Evening; Le chenal de Gravelines, un soir)

David Smith (USA; 1906–1965)
- Australien (1951) (auch: Australia)
- Cubi X (1963)

Tony Smith (USA; 1912–1980)
- Freifahrt (1962) (auch: Free Ride)

Frank Stella (USA; 1936–2024)
- Die Verbindung von Vernunft und Verkommenheit II (1959) (auch: The Marriage of Reason and Squalor, II)

Clyfford Still (USA; 1904–1980)
- Gemälde 1944-N (1944) (auch: Painting 1944-N)

Yves Tanguy (USA; 1900–1955)
- Mama, Papa ist verletzt! (1927) (auch: Mama, Papa Is Wounded!; Maman, Papa est blessé!)

Bradley Walker Tomlin (USA; 1899–1953)
- Nummer 20 (1949) (auch: Number 20)

Cy Twombly (USA; 1928–2011)
- Die Italiener (1961) (auch: The Italians)

Richard Tuttle (USA; * 1941)
- Stoff oktogonal 2 (1967) (auch: Cloth octagonal, 2)

Theo van Doesburg (= Christian Emil Marie Küpper) (Niederlande; 1883–1931)
- Rhythmus eines russischen Tanzes (1918) (auch: Rhythm of a Russian Dance)

Vincent van Gogh (Niederlande; 1853–1890)
- Sternennacht (1889) (auch: The Starry Night; Nuit étoilée)
- Olivenbäume (1889) (auch: The Olive Trees; Les Oliviers)

Andy Warhol (USA; 1928–1987)
- Vorher und nachher (1961) (auch: Before and After)
- Grüne S&H-Marken (1962) (auch: S&H Green Stamps)

Tom Wesselmann (USA; 1931–2004)
- Stillleben Nr. 30 (1963) (auch: Still Life #30)